# Птикент
Птикент (лезг. ПтIияр, ПтIири хуьр) — село в Сулейман-Стальском районе Дагестана. Входит в состав сельского поселения сельсовет Уллугатагский.

## География
Расположено в 11 км к юго-западу от райцентра села Касумкент.

## Население
| 1895 | 1926 | 1939 | 1970 | 1989 | 2002 | 2010 |
| ---- | ---- | ---- | ---- | ---- | ---- | ---- |
| 191  | ↘174 | ↗255 | ↘181 | ↘136 | ↗258 | ↗262 |
| 2021 |      |      |      |      |      |      |
| ↗305 |      |      |      |      |      |      |